# Uomo disperato
Uomo disperato (Le Désespéré) è un dipinto a olio su tela dell'artista francese Gustave Courbet, realizzato tra il 1843 e il 1845. Si tratta di un autoritratto nei panni di un giovane che guarda davanti a sé, con le mani nei capelli. Si trova in una collezione privata.

## Storia
Durante gli anni 1840, Courbet realizzò un certo numero di ritratti per degli amici e dei clienti e anche degli autoritratti, come quello con un cane nero (1842). Egli passava il proprio tempo al museo del Louvre a ricopiare le opere di Giuseppe Ribera, Zurbarán, Velázquez o Rembrandt, che influenzarono gli inizi della sua carriera, e in seguito, nel 1849, i dipinti dell'età dell'oro della pittura neerlandese: l'artista, all'età di venticinque anni, si cercava ancora.
Si pensa che questo quadro venne realizzato tra il 1843 e il 1845, agli inizi del suo insediamento a Parigi. Questa tela lo mostra "disperato" ma soprattutto in piena giovinezza.
Courbet teneva molto a questa tela poiché la portò con lui durante il suo esilio in Svizzera nel 1873. Qualche anno dopo, il dottor Paul Collin, al capezzale di Courbet durante i suoi ultimi giorni, descrisse lo studio del pittore e, più in particolare, "un dipinto che rappresenta Courbet con un'espressione disperata e che aveva intitolato per questo motivo Disperazione."
La tela appartiene a una collezione privata, ma venne esposta al museo d'Orsay nel 2007.

## Descrizione
L'opera è un autoritratto di Gustave Courbet, che si rappresentò frontalmente, in primo piano, con la bocca socchiusa e lo sguardo immerso in quello dello spettatore. I suoi occhi sono spalancati e le sue mani sembrano strappargli i capelli. Il pallore del volto contrasta con il nero dei capelli e della barba, il tutto rinforzato dal colore bianco della camicia. C'è anche un contrasto tra la pelle pallida e le gote rosse. La fonte luminosa viene dall'alto, sulla sinistra, e accentua i contrasti.

## Stile

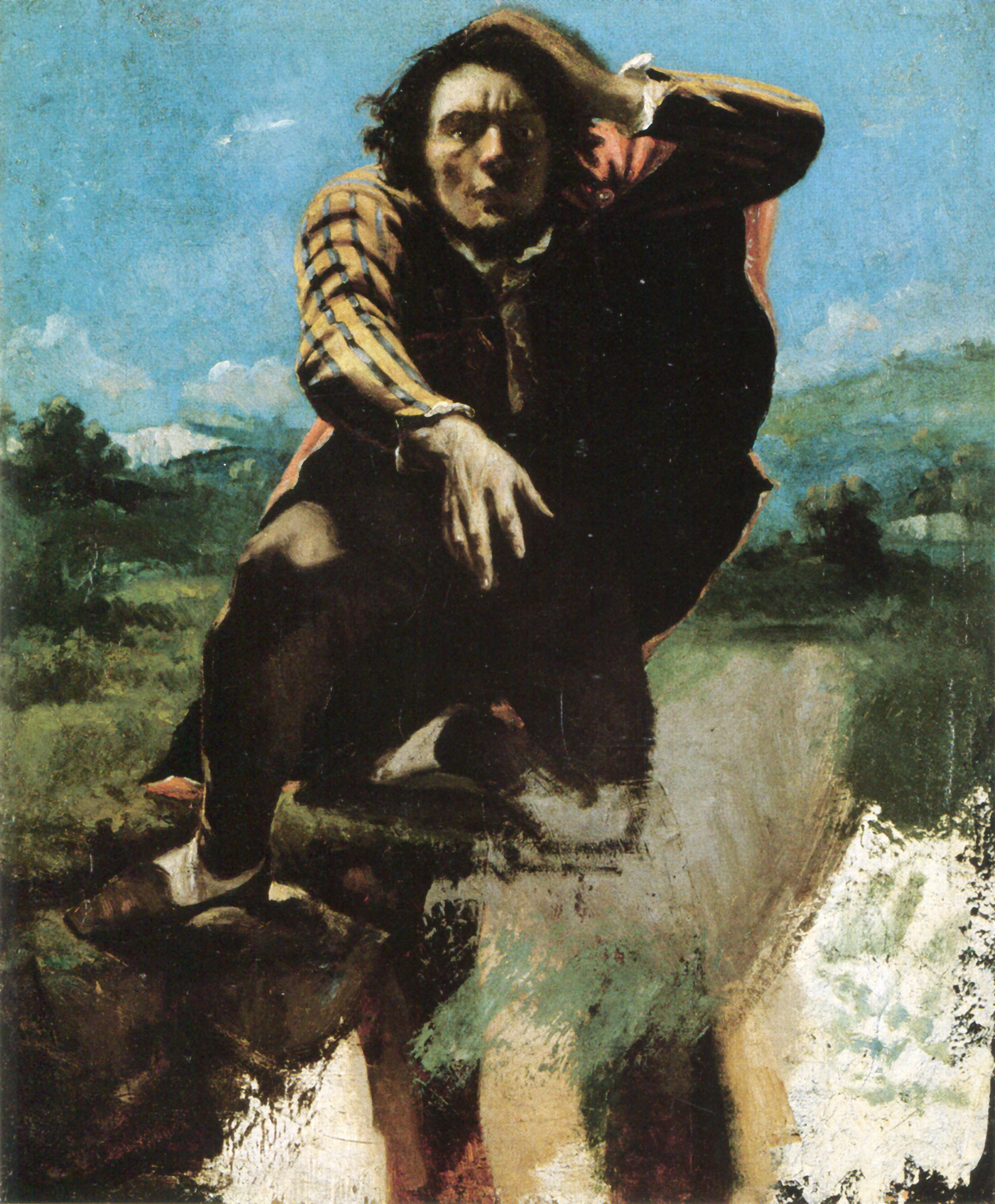
L'uomo diventato pazzo, un autoritratto incompiuto dell'artista risalente al 1844.

Courbet qui adotta un formato orizzontale e rettangolare, allorché tradizionalmente questo tipo di dipinto (il ritratto) adopera il formato verticale.
L'approccio romantico del ritratto era legato all'espressione dell'emozione. Questo ritratto si inserisce in questa tendenza e Courbet, anche se non si è mai definito come un pittore romantico, realizzò le sue prime tele sotto questa influenza. L'Uomo disperato parte così dalle teste con delle espressioni stereotipate delle quali i davidiani tardivi avevano abusato, ed evoca anche i pittori spagnoli del gran secolo come Ribera e Zurbarán, che Courbet studiò poi al Louvre. L'opera presenta inoltre delle somiglianze con un altro autoritratto dell'artista, L'uomo diventato pazzo (1844), rimasto incompiuto.
Non si sa se il titolo di questa tela qualifichi la disperazione del personaggio, e quindi dell'artista, o se si tratta di un esercizio teorico. Quest'uomo, che si diceva fosse innamorato della vita, voleva mostrare il suo lato oscuro, come rivelò al suo amico e protettore Alfred Bruyas in una lettera: "Con questa maschera ridente con la quale mi conoscete, nascondo all'interno il dolore, l'amarezza e una tristezza che si attacca al cuore come un vampiro".